# Pałac Elizejski
Pałac Elizejski (fr. Palais de l’Élysée) – obiekt znajdujący się w Paryżu przy rue du Faubourg Saint Honoré (nr 55) nieopodal Pól Elizejskich, będący oficjalną rezydencją prezydenta Francji oraz miejscem posiedzeń Rady Ministrów. Ważni goście podczas wizyt międzynarodowych lokowani są w pobliskim pałacu Hôtel de Marigny.
Historia Pałacu Elizejskiego rozpoczęła się od architekta Armanda Klaudiusza Molleta, który posiadał nieruchomość tuż przy drodze do miasteczka Roule (wtedy na zachód od Paryża, a obecnie przy ulicy Faubourg Saint-Honoré). Z tyłu nieruchomości znajdowały się ziemie królewskie. Architekt sprzedał swoją nieruchomość w 1718 Henrykowi Ludwikowi de La Tour d’Auvergne, hrabiemu Évreux, z którym zawarł umowę, że zaprojektuje mu dom odpowiedni dla królewskiego dworzanina – z przodu będzie dziedziniec, a z tyłu ogrody. Hôtel d'Évreux został skończony i ozdobiony w 1722 i mimo że od tego czasu wielokrotnie był przebudowywany, nadal jest świetnym przykładem stylu z czasów regencji. W chwili śmierci hrabiego w 1753, pałac był jednym z najbardziej podziwianych w całym Paryżu i dlatego kupił go król Ludwik XV Burbon jako rezydencję dla swojej metresy Madame Pompadour. Przeciwnicy metresy okazywali jej swoją nienawiść wypisując wciąż na bramie ten sam napis: „Dom dziwki króla”.
Po śmierci Madame Pompadour pałac wrócił do domeny królewskiej, aż do 1773, kiedy został kupiony przez zamożnego bankiera dworskiego – Nicolasa Beaujon, najbogatszego człowieka we Francji, który potrzebował dla siebie „wiejskiego domku” (wtedy Pałac Elizejski znajdował się poza Paryżem). W pałacu bankier trzymał prywatną kolekcję dzieł najwspanialszych malarzy, a żeby jeszcze bardziej go upiększyć zatrudnił architekta Étienne-Louis Boullée. Beaujon był właścicielem pałacu aż do swojej śmierci, potem gmach przeszedł na własność króla Ludwika XVI Burbona.
Podczas wielkiej rewolucji francuskiej i wojen napoleońskich, pałac stracił na znaczeniu i został przekształcony w magazyn mebli i drukarnię. W 1814 Rosjanie, którzy okupowali Paryż, urządzili sobie tam swoją siedzibę. Dawne znaczenie Hôtel d’Évreux odzyskał w czasie stu dni Napoleona, kiedy stał się oficjalną siedzibą władz Napoleona. Po 1816 upomniał się o niego król Ludwik XVIII Burbon. W czasie drugiej republiki pałac zmienił nazwę na Élysée National i został oficjalną rezydencją prezydenta republiki.